# لاوديكيا الفرثية
لاوديكيا (باليونانية: η Λαοδίκη؛ توفيت 38 قبل الميلاد) كانت أميرة من مملكة كوماجيني وملكة الإمبراطورية الفرثية عن طريق الزواج من أورودس الثاني. كانت من أصل يوناني وإيراني.

## السيرة الشخصية
كانت لاوديكيا الابنة الأولى التي ولدت للملك أنطيوخس الأول ثيوس كوماجيني والملكة إيزياس فيلوستورجوس.
تزوجت من الملك أورودس الثاني ملك فرثيا. من خلال هذا الزواج، أصبحت ملكة الإمبراطورية الفرثية. وفي عام 38 قبل الميلاد، كانت لاوديكيا وأورودس مع أطفالهم في مذبحة قتل فيها الأب أو الأشقاء التي ارتكبها فراتس الرابع ملك فرثيا الذي سلمه أورودس الثاني على العرش الفرثي بعد وفاة ابنه باكورس الأول ملك فرثيا في معركة عام 38 قبل الميلاد.
عندما ماتت لاوديكيا، أعاد شقيقها الملك ميثريداتس الثاني ملك كوماجيني جسدها إلى كوماجيني. تم دفنها بالقرب من والدتها إيزياس، وأختها أنتيوخيس كوماجيني وابنة أختها آكا الأولى من كوماجيني. قام ميثريداتس على شرفها ببناء وتخصيص نصب جنائزي.

## القبر
قبر لاوديكيا جثوة وقياسها 21 مترًا أو 69 قدمًا. عمود واحد فقط لا يزال قائما مع شاهدة فوقه. تُصوِّر الشاهدة دكسوسيس أو مشهدًا بين ميثريداتس الثاني ولاوديكيا وهما يتصافحان. تمت معالجة النقش الموجود أسفل نقش دكسوسيس لدرجة أن النقش لم يُلاحظ حتى عام 1938. لم يتم تسجيل النقش وكشفه إلا في عام 1979:
كرس الملك العظيم ميثريداتس، ابن الملك العظيم أنطيوخس والملكة إيزياس، هذه الصورة للذكرى الثابتة للملكة لاوديكيا، أخت الملك وزوجة أورودس، ملك الملوك، ولشرفها.
هذا النقش مخصص للاوديكيا وهو يشير إلى وجود التابوت، كما يودع ميثريداتس الثاني أخته، لاوديكيا. كانت حجرة قبرها موجودة داخل التلة. بعد أن تم ضم مملكة كوماجيني عام 72 من قبل الإمبراطور الروماني فسبازيان، تم نهب قبرها. أزال الرومان الكتل الحجرية من قبرها واستخدموا الحجارة في مشاريع البناء في كوماجيني.